# Dirección Nacional de Formación

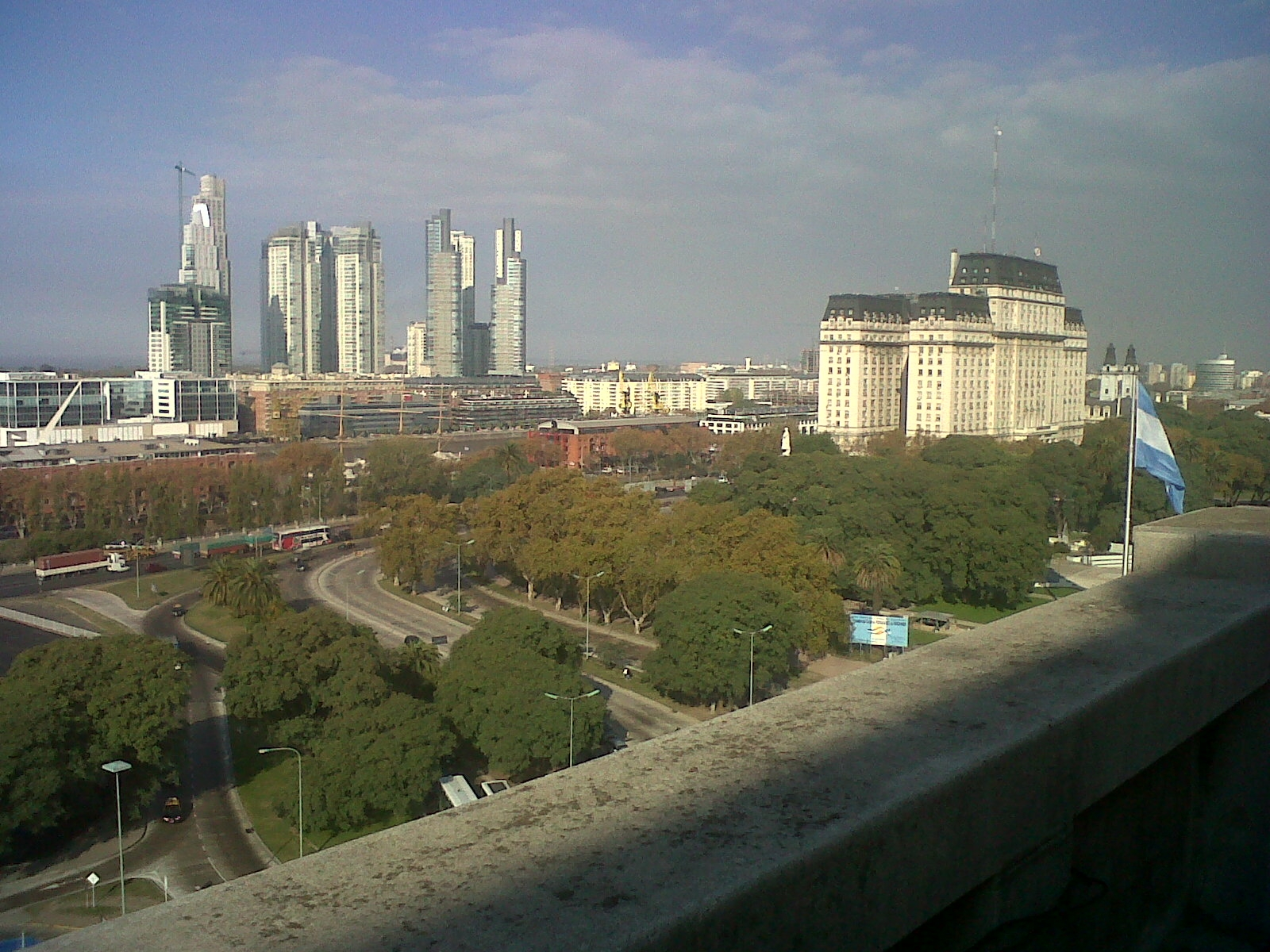
Ministerio de Defensa de Argentina

La Dirección Nacional de Formación es un organismo que se encarga de establecer las políticas de educación de los Institutos de Formación de las Fuerzas Armadas y de la Universidad de la Defensa Nacional.
Interviene también en la gestión e implementación de los cursos en el exterior, o cursos de institutos del exterior dictados en la Argentina, de personal del Ministerio de Defensa y de las Fuerzas Armadas.

## Instrumentos legales
Según lo establecido por Decisión Administrativa 310/2018 la responsabilidad primaria es:
1. Asistir en la formulación de las políticas de capacitación y formación de las Fuerzas Armadas; Asistir en el establecimiento de pautas metodológicas acordes con los lineamientos de modernización del Estado;
2. Realizar la supervisión, evaluación y certificación de la capacitación permanente llevada a cabo en los organismos educativos correspondientes de las Fuerzas Armadas y al Ministerio de Defensa,
3. Entender en la gestión y determinación de programas curriculares de los Institutos Militares de Formación Secundaria.

## Acciones
1. Intervenir en la formulación de políticas de enseñanza, formación y capacitación para la Defensa Nacional en todos sus niveles y contribuir para la dirección y coordinación del funcionamiento de los establecimientos de formación y capacitación de las Fuerzas Armadas en la órbita del Ministerio de Defensa.
2. Coordinar la formulación de las políticas de capacitación y formación de las Fuerzas Armadas, estableciendo normas y pautas metodológicas acordes con los lineamientos de modernización del Estado; realizando la supervisión, evaluación y certificación de la capacitación permanente llevada a cabo en los organismos educativos correspondientes de las Fuerzas Armadas.
3. Entender en los asuntos de naturaleza educativa internacional que se relacionen con la educación, la cultura, la ciencia y la tecnología de la Defensa, y en especial los vinculados con acciones bilaterales y multilaterales con estados extranjeros, organismos internacionales y demás instituciones de cooperación técnica y de apoyo al desarrollo de los países en coordinación con los organismos competentes en la materia.
4. Asistir al Secretario en lo relativo a las obligaciones emergentes de su participación en el diseño de las políticas educativas de formación y capacitación de las Fuerzas Armadas y del personal del Ministerio, en los temas específicos de la Defensa, prestando el apoyo técnico-administrativo correspondiente, a fin de lograr el cumplimiento de su cometido.
5. Articular la enseñanza superior de la Universidad de la Defensa Nacional y de los Institutos de Formación de Nivel Universitario de las Fuerzas Armadas con las políticas del Ministerio de Defensa, del Estado Mayor Conjunto de las Fuerzas Armadas y de los Estados Mayores Generales de las Fuerzas Armadas, integrando la formación universitaria militar con el sistema educativo nacional; como así también asistir al Secretario y al Señor Ministro de Defensa en los asuntos de su competencia al momento de integrar el Consejo de Dirección de la Universidad de la Defensa Nacional.
6. Supervisar, controlar y evaluar la ejecución de los planes de formación y capacitación universitaria en los temas específicos de Defensa, que se llevan a cabo en el ámbito de la Jurisdicción, como así también coordinar el Sistema Integrado de Educación Superior de las Fuerzas Armadas para el desarrollo de las competencias requeridas al personal de las mismas.
7. Intervenir en la supervisión, coordinación y aprobación, conjuntamente con el Ministerio de Educación, de los planes de estudio, formación y capacitación de la Universidad de la Defensa Nacional, como así también en la gestión de la administración de la Universidad de la Defensa Nacional.
8. Entender en la gestión y determinación de programas curriculares de los Institutos Militares de Formación Secundaria.
9. Entender en la gestión y administración de los Liceos Militares y de las Escuelas de Suboficiales dependientes del Ejército Argentino, la Armada Argentina y la Fuerza Aérea Argentina, como así también del Instituto Social Militar Dr. Dámaso Centeno.